# لرديزباليات
اللرديزباليات (الاسم العلمي: Lardizabalaceae)، فصيلة نباتات مُزهرة من رتبة الحوذانيات.
تم التعرف على الفصيلة عالميًا من قبل خبراء التصنيف، بما في ذلك نظام المجموعة الثانية لعلم تطور سلالات مغطاة البذور لعام 2003؛ لم يتغير عن تصنيف نظام المجموعة أولى لعلم تطور سلالات مغطاة البذور لعام 1998)، والذي وضع الفصيلة في رتبة الحوذانيات.
تتكون الفصيلة من 7 أجناس مع حوالي 40 نوعًا معروفًا. أعطانها في شرق آسيا وأمريكا الجنوبية.